# Charles Auffret
Charles Auffret (Besançon, 1º luglio 1929 – Clichy, 24 febbraio 2001) è stato uno scultore francese.

## Biografia
Charles Auffret studia alla Scuola di Belle Arti di Digione sotto la direzione dello scultore Pierre Honoré (1908-1996) immergendosi nella scultura borgognona che lo circonda: quella delle chiese di Autun, Cluny o Vézelay, e quella di Claus Sluter, François Rude e François Pompon. Nel 1952 Auffret viene ammesso alla Scuola di Belle Arti di Parigi, dove segue il corso di arte monumentale dello scultore Alfred Janniot (1889-1969) e dove viene a contatto con le opere di Charles Despiau (1874-1946), Robert Wlérick (1882-1944) e Charles Malfray (1887-1940) che lo colpiscono nel profondo. Contemporaneamente frequenta il museo del Louvre dove ricopia le opere dei grandi maestri del passato.
Nel 1956 si trasferisce a Impasse Ronsin (Parigi, 15º arrondissement) in un atelier vicino a quello di Constantin Brancusi, per il quale realizza diversi stampi. Due anni dopo, stabilisce definitivamente il suo atelier nel quartiere Buttes-Chaumont. Riceve numerosi premi, tra cui quello del Gruppo dei Nove nel 1964. Si tratta di un riconoscimento assegnato da nove scultori (Jean Carton, Raymond Martin, Paul Cornet, Marcel Damboise, Léon Indenbaum, Léopold Kretz, Gunnar Nilsson, Jean Osouf), nello scopo di premiare il lavoro di un cadetto, offrendogli una copia in bronzo di una sua opera presso la fonderia Émile Godard.
Allo stesso tempo partecipa a numerose esposizioni in Francia e all’estero.
Parallelamente alla produzione artistica, intraprende la carriera di insegnante. Nel 1958 insegna disegno all'Académie Malebranche, mentre dal 1967 assume la cattedra di disegno e scultura all’Accademia di belle arti di Reims, dove Léopold Kretz era professore. Dal 1991 al 2001 è professore alla Scuola Nazionale Superiore di Arti Decorative di Parigi.
Al contempo realizza diverse medaglie per la Monnaie de Paris.
Le sue opere più sorprendenti sono il Busto di Marie-Agnès Barrère, La Bacchante, Femme à la toilette, Couple, Femme essuyant un pied, o la grande scultura L'Esprit des lois che crea nel 1985 per il Senato di Parigi.
Dopo la sua morte, la galleria Nicolas Plescoff di Parigi e il museo Mainssieux di Voiron gli rendono omaggio, rispettivamente nel 2001 e nel 2002. Nella primavera del 2007 la Villa Medici organizza una retrospettiva della vita e del lavoro dell’artista. Nel 2012 il suo lavoro viene presentato al museo Despiau-Wlérick (Mont-de-Marsan), nel 2014 alla galleria Malaquais (Parigi) e alla Fondazione Taylor (Parigi) nel 2019.

## Collezioni pubbliche
- Brest, Museo delle Belle Arti, Femme enceinte[5]
- Louviers, museo di Louviers : Medaglia commemorativa Durenne
- Mont-de-Marsan, Museo Despiau-Wlérick, Danièle assise[6]
- Parigi :
  - Fondo Nazionale per l'Arte Contemporanea / CNAP : Danièle, bronzo[7].
  - Senato : L'Esprit des lois, 1985, figura allegorica della Legge per l'ingresso del Senato.
- Villeneuve-sur-Lot, Museo Gajac : Danièle, bronzo, altezza: 40 cm.

## Premi
- 1956 : secondo premio di Roma nella scultura.
- 1964 : premio del Gruppo dei Nove.
- 1965 : premio internazionale di scultura della Fondazione Paul Ricard .
- 1975 : medaglia d'oro al Salone degli Artisti Francesi.
- 1984 : premio Charles Malfray.
- 1986 : premio Georges Baudry.

## Saloni
- Parigi, Salone delle Tuileries .
- Parigi, Salone degli artisti francesi.
- Parigi, Salone degli Indipendenti.
- Parigi, Salone di disegno e della pittura ad acqua .

## Esposizioni
- 1964 : Parigi, galleria Vendôme.
- 1965 : Parigi, galleria Letourneur.
- 1966 : Parigi, Bourges e Strasburgo, « Dessins de sculpteurs de Rodin à nos jours ».
- 1968 : Parigi, Foyer del Teatro Montparnasse.
- 1970 : Stoccolma, galleria Farg och Form.
- 1970 : Narbona, « Les grands sculpteurs contemporains ».
- 1972 : Lussemburgo, Aranciera.
- 1974 : Atelier di Ville-d'Avray.
- 1979 : Mostra monografica « Sculptures et dessins » presso il museo-castello di Blois, Saint-Pierre-le-Puellier, Orléans, Amboise[8].
- 1980: Parigi, galleria Nevers.
- 1981 : Mostra monografica, Hôtel d'Hocron a Lille, museo Vendôme, biblioteca Romorantin.
- 1983 : Parigi, Saloni Rose-Croix.
- 1987 : Rosny sous Bois, Centre Jean Vilar, “Avec Rodin”.
- 1988 : Parigi, Saloni Rose-Croix.
- 1988 : Parigi, Museo Postale, « Message du printemps » a cura di Jean Carton.
- 1993 : Parigi, galleria Annick Driguez.
- 2001 : Parigi, galleria Nicolas Plescoff.
- 2002 : Voiron, museo Lucien Mainssieux.
- 2003 : Parigi, Hotel Salomon de Rothschild, « Dessins et aquarelles ».
- 2004 : Parigi, galleria Malaquais,  Les architectes du sensible » e « Le portrait sculpté ».
- 2005 : Parigi, galleria Malaquais, « Dessins de sculpteurs ».
- 2007 : Roma, Villa Medici, “Charles Auffret”.
- 2012 : Mont-de-Marsan, museo Despiau-Wlérick, “Charles Auffret (1929-2001), sculpteur et dessinateur”.
- 2014 : Parigi, galleria Malaquais.
- 2019 : Parigi, Fondazione Taylor.

## Allievi
- Guillaume Barrera
- Richard Bruyère
- Marie-Christine Cadiau-Richoux
- Mauro Corda
- David Daoud
- Arlette Ginioux
- Edith Lafaye
- Richard Peduzzi